# Sollevamento pesi ai Giochi della XXXIII Olimpiade - 73 kg maschile
La gara di sollevamento pesi della categoria fino a 73 kg maschile dei Giochi della XXXIII Olimpiade di Parigi si è svolta l'8 agosto 2024 presso il Paris Expo Porte de Versailles. La competizione è stata vinta dall'indonesiano Rizki Juniansyah, mentre l'argento e il bronzo sono andati rispettivamente al thailandese Weeraphon Wichuma e al bulgaro Božidar Andreev.

## Risultati
| Pos. | Atleta                | Nazionalità   | Strappo (kg) | Strappo (kg) | Strappo (kg) | Strappo (kg) | Slancio (kg) | Slancio (kg) | Slancio (kg) | Slancio (kg) | Totale |
| Pos. | Atleta                | Nazionalità   | 1            | 2            | 3            | Risultato    | 1            | 2            | 3            | Risultato    | Totale |
| ---- | --------------------- | ------------- | ------------ | ------------ | ------------ | ------------ | ------------ | ------------ | ------------ | ------------ | ------ |
|      | Rizki Juniansyah      | Indonesia     | 155          | 155          | 162          | 155          | 191          | 199          | —            | 199          | 354    |
|      | Weeraphon Wichuma     | Thailandia    | 148          | 152          | 152          | 148          | 190          | 194          | 198          | 198          | 346    |
|      | Božidar Andreev       | Bulgaria      | 148          | 152          | 154          | 154          | 183          | 187          | 190          | 190          | 344    |
| 4    | Muhammed Furkan Özbek | Turchia       | 150          | 153          | 155          | 150          | 189          | 191          | 191          | 191          | 341    |
| 5    | Luís Javier Mosquera  | Colombia      | 150          | 150          | 155          | 155          | 185          | 185          | 189          | 185          | 340    |
| 6    | Masanori Miyamoto     | Giappone      | 147          | 151          | 155          | 151          | 187          | 187          | 193          | 187          | 338    |
| 7    | Bak Joo-hyo           | Corea del Sud | 146          | 147          | 150          | 147          | 186          | 187          | 196          | 187          | 334    |
| 8    | Karem Ben Hnia        | Tunisia       | 145          | 145          | 149          | 149          | 181          | 186          | 187          | 181          | 330    |
| 9    | Bernardin Matam       | Francia       | 138          | 142          | 145          | 145          | 175          | 175          | 180          | 175          | 320    |
| —    | Julio Mayora          | Venezuela     | 164          | 169          | 170          | 164          | —            | —            | —            | —            | —      |
| —    | Ritvars Suharevs      | Lettonia      | 152          | 156          | 156          | 152          | 188          | 188          | 192          | —            | —      |
| —    | Shi Zhiyong           | Cina          | 161          | 165          | 168          | 165          | 191          | 191          | 191          | —            | —      |